# Енні
Енні, Анні (англ. Annie, фр. Annie) — жіноче ім'я, в англійській мові часто зменшувальна форма від Анна, Аннетта, ....
Відомі носії:
- Анні Безант — британська теософиня, феміністка, письменниця і борчиня за незалежність Індії
- Енні Вершинг — американська акторка
- Енні Діллард — американська письменниця
- Анні Ерно — французька письменниця, нобелівська лауреатка (2022)
- Анні Жирардо — французька акторка
- Енні Іслі — афроамериканська математик
- Енні Кларк — американська співачка, мультиінструменталістка, авторка-виконавиця
- Енні Лейбовіц — американська фотографка
- Енні Леннокс — шотландська співачка, авторка пісень, кліпмейкерка та активістка
- Енні Леф — шведська політик, юристка
- Енні Лондондеррі — американська мандрівниця та журналістка
- Енні Мак — ірландська DJ та ведуча
- Енні Мерфі — канадська акторка
- Енні Оукл — американська стрільчиня-каскадерка, артистка цирку та феміністка
- Енні Поттс — американська акторка та продюсерка